# Portendorf
Portendorf (slowenisch Partovca), ist ein geschichtsträchtiger Weiler in der zentralkärntner Gemeinde Magdalensberg in Kärnten mit ehemaligem Schloss und bestehender, im Kern romanischer Schlosskapelle aus 1185.

## Geschichte
Im Jahre 1267 finden „Iacobus et Pabo de Bartendorf“ erstmals als Angehörige der für den Ort namengebenden Familie eine urkundliche Erwähnung. Laut Wadl dürften die Portendorfer „ursprünglich eine bäuerliche Edlingerfamilie gewesen sein, die in den Stand der herzöglichen ritterlichen Dienstleute aufstieg und mit Lehensbesitz ausgestattet wurde.“ Zudem seien „mit dem kleinen Edelmannssitz („Gesäß“) … als landesfürstliche Lehen 6 Huben zu Portendorf und 3 Huben zu Blasendorf sowie das Brennamt verbunden“ gewesen.

### Brennamt
Über dieses „mysteriöse“ Brennamt berichten die mittelalterlichen Chronisten Johann von Viktring (* um 1270; † zwischen 30. Juli 1345 und 31. Oktober 1347) und Abt des Zisterzienserklosters Viktring bei Klagenfurt sowie Jakob Unrest (* 1430, † 1500).
Johann von Viktring gibt die ältere Deutung, „wonach das Amt lediglich darin bestanden habe, bei der Huldigung Reisighaufen zu Ehren des Fürsten zu entzünden. Dies könnte ein letztes Relikt einer Zeit gewesen sein, in der die Edlingerbauern sich im Rahmen ihrer militärischen Aufgaben mit Hilfe von Feuerzeichen verständigten.“ Walther Fresacher wies diesbezüglich darauf hin, dass „in den ehemaligen Siedlgungsgebieten der Edlinger der Hof- und Familienname „Brenner“ häufig vorkomme.“
Jakob Unrest meinte gar, „dass es den Portendorfern gestattet gewesen sei, ‚im Lande Kärnten während des Huldigungsaktes am Zollfelde und der dortigen Lehensverleihung … nach Belieben zu sengen und zu brennen oder anstatt diesem Brandschatzungen vorzunehmen.“
Jedenfalls schien bereits den spätmittelalterlichen Rechtsgelehrten laut Wadl weiters „das seltsam und barbarisch anmutende Privileg weder in der einen noch in der anderen Deutung geheuer.“
Rechtshistorisch doch beeindruckend erscheint, dass das als Ausfluss des Personalitätsprinzips zu deutende frühmittelalterliche Amt erst 1602 von habsburgischen Beamten als obsolet erklärt wurde. Wadl zitiert wie folgt: „dass es eine unchristliche und ‚wider die lieb des negsten … schedliche Freiheit‘ sei, ‚sie nit mehr verliehen und gestattet werden solle‘“.

### Besitzverhältnisse
Unter den Besitzerfamilien scheinen im frühen 15. Jahrhundert die Mordax auf, die das Gut im Erbwege erhielten. In der zweiten Hälfte des 16. Jahrhunderts wandten sich diese jedoch dem Protestantismus zu, „weshalb ein Zweig der Familie nach Nürnberg emigrierte.“ Schon um 1600 sei jedoch „die Herrschaft Portendorf durch Kauf an Wilhelm Langenmatel übergegangen, dem in den folgenden zwei Jahrhunderten eine große Zahl weiterer kurzfristiger Eigentümer folgte.“ 1904 erwarb das Gut Portendorf der Klagenfurter Großindustrielle Sigmund Fischl, nach dem ein Stadtteil in Klagenfurt benannt ist. Dieser ließ das Schloss 1904 sprengen und abtragen.

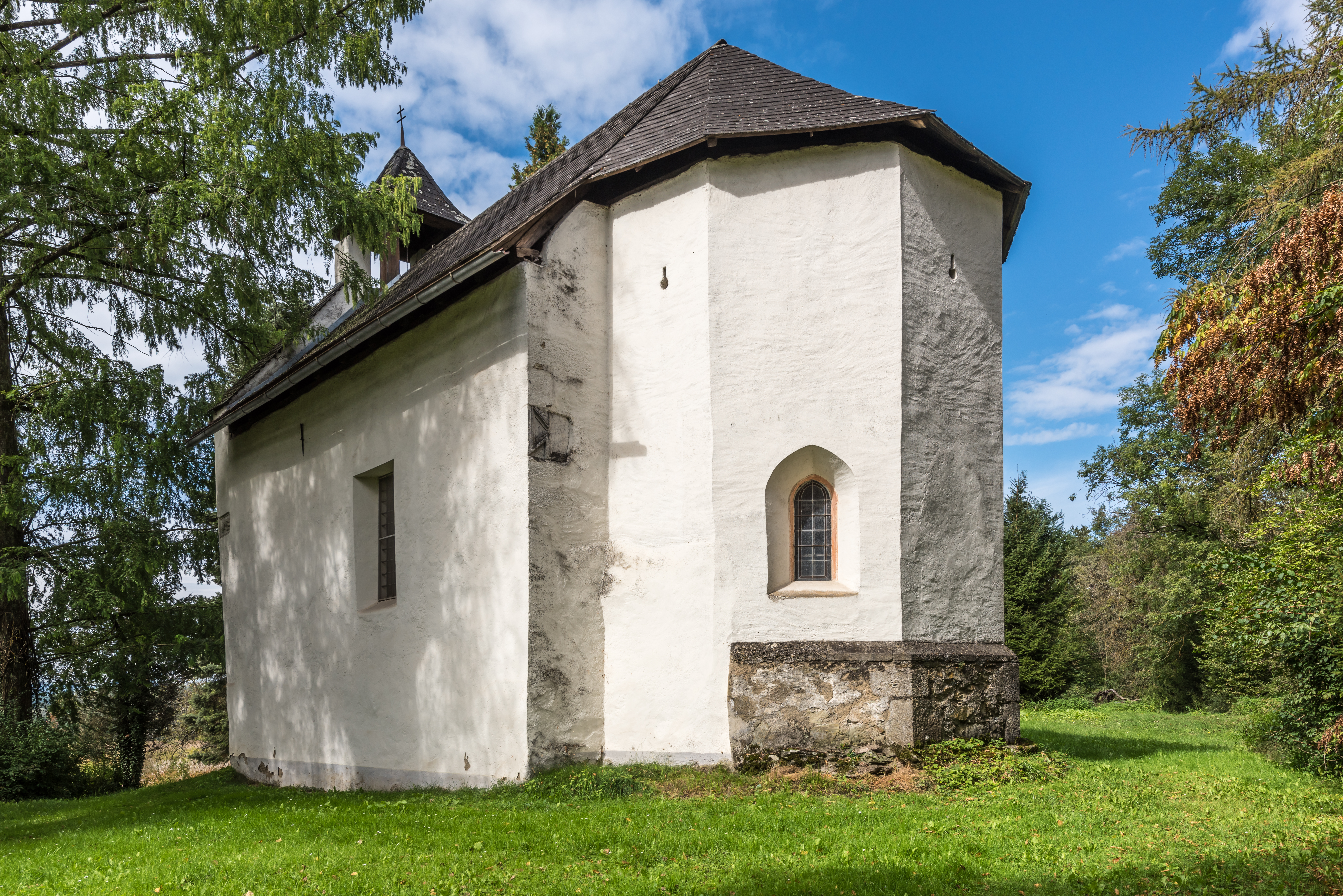
Romanische Schlosskapelle Portendorf

## Die Schlossanlage
Vom Schloss sind abgesehen von einigen wenigen Fotografien vor und von der gezielt herbeigeführten Sprengung 1904 ein Kupferstich in Valvasors „Topographia archiducatus Carinthiae“ aus 1688 sowie eine Bleistiftzeichnung von Markus Pernhart um 1850 erhalten, welcher ab 1853 im Auftrag Max von Moros eine Reihe von Zeichnungen der Burgen und Schlösser Kärntens angefertigt hatte.
Nach Umbauten des späten 15. bzw. des frühen 16. Jahrhunderts erhielt die mittelalterliche Burganlage im zweiten Viertel bzw. um die Mitte des 16. Jahrhunderts die Form einer an drei Seiten im Wesentlichen regelmäßigen Vierflügelanlage. An der vierten Seite wurden ältere Bauteile belassen, was einen insgesamt uneinheitlichen Eindruck hinterließ. Der geschlossene Innenhof wurde mit zwei(?)geschoßigen Säulenarkaden versehen. Mitte des 17. Jahrhunderts wurde am südöstlichen Trakt ein Halbgeschoßaufbau aufgesetzt und mit barocken Ochsenaugen (querovalen Öffnungen) versehen.
1904 war das Renaissanceschloss zwar funktionslos, „jedoch keineswegs sonderlich baufällig“.
Jedenfalls bewirkte vor allem das Fehlen jeglicher Funktion „die aus heutiger Sicht unnotwendige und barbarische Sprengung und vollständige Abtragung“ des Schlosses.

## Die Schlosskapelle

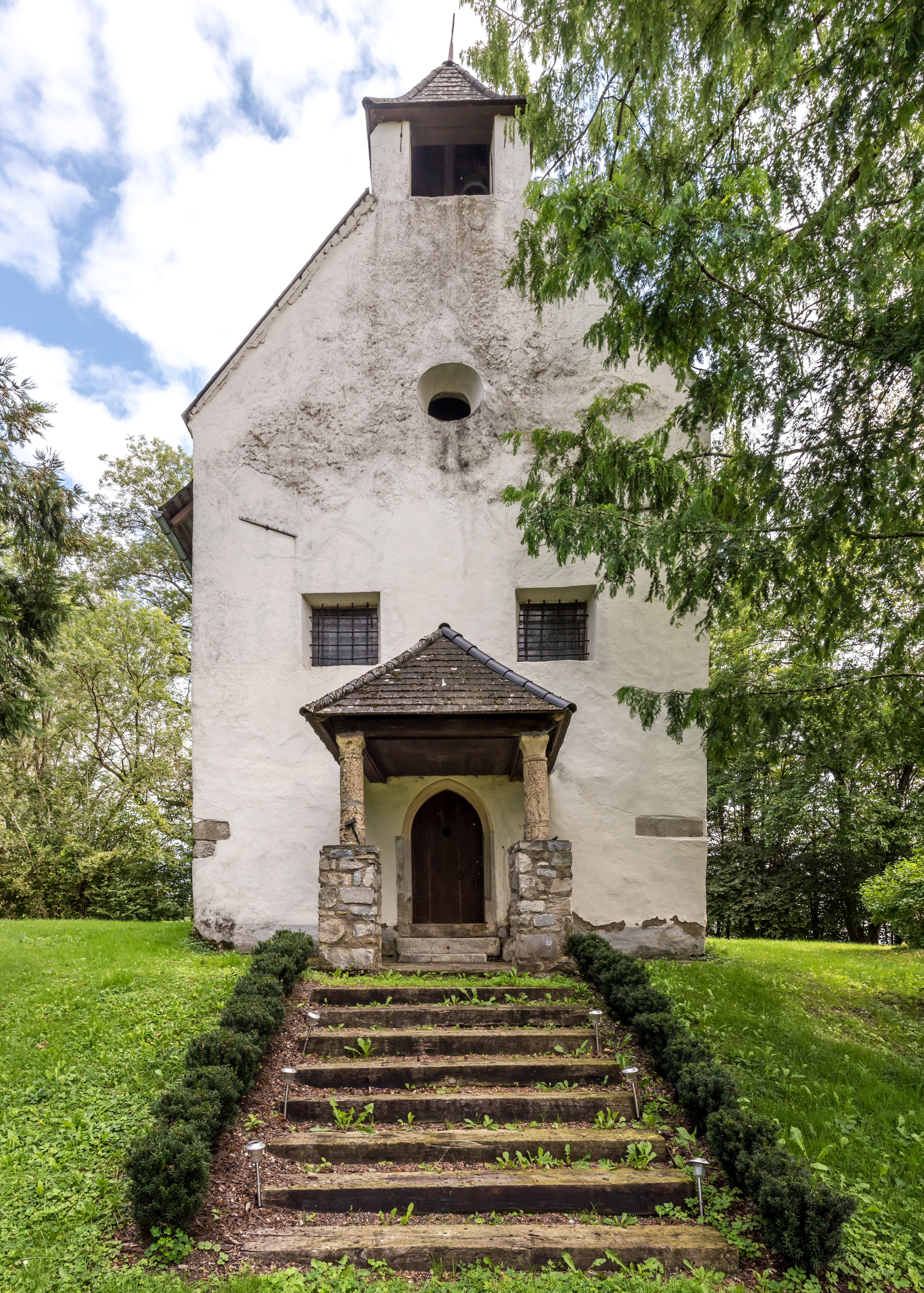
Schlosskapelle hl. Dreifaltigkeit und hl. Nikolaus W-Ansicht

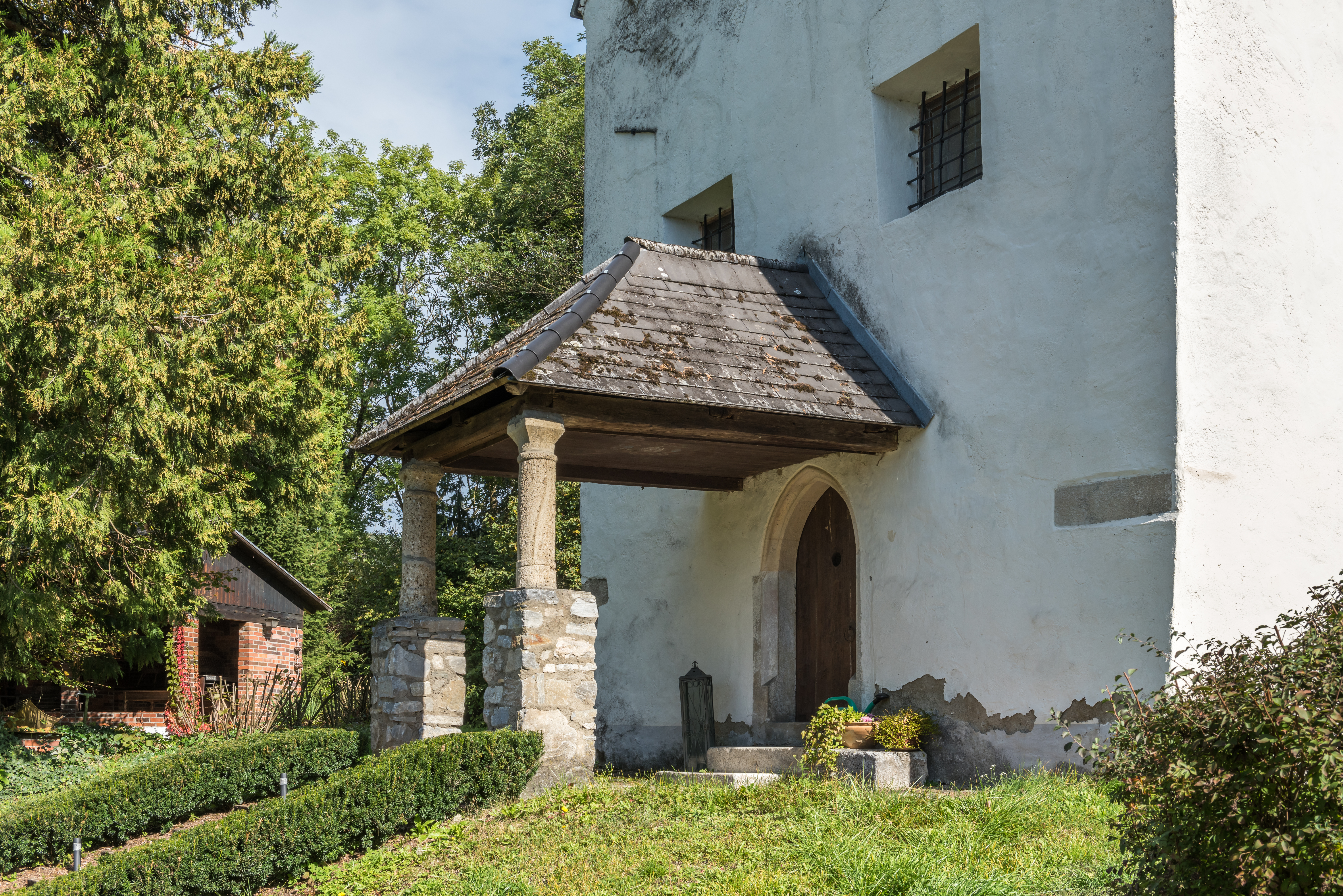
Schlosskapelle hl. Dreifaltigkeit und hl. Nikolaus Vorlaube

Die Schlosskapelle zu Portendorf ist einer älteste Kirchenbauten im Gemeindegebiet von Magdalensberg und wurde in unmittelbarer Nähe, südöstlich des Schlosses errichtet. Sie wurde 1185 vom Gurker Bischof Dietrich von Albeck zu Ehren der Heiligen Dreifaltigkeit und des heiligen Nikolaus geweiht.
Ursprünglich war es eine „Eigenkirche des Adels. Das bedeutet, dass ihre Gründer die Geistlichen einsetzen und auch über das Vermögen der Kirchen frei verfügten. Aus dem Eigenkirchenwesen heraus erklärt sich auch die erstaunliche Tatsache, dass die meisten Filialkirchen (sogar die Burgkapelle Portendorf) stets mit Friedhöfen ausgestattet waren.“
Von der ursprünglich hochromanischen Kirche mit einem Langhaus mit flacher Decke stehen nur mehr die Grundmauern, denn sie wurde im Laufe der Geschichte mehrmals erneuert. Die südseitigen romanischen Trichterfenster sind vermauert erhalten geblieben. Erhalten geblieben sind zwei römische Versatzsteine, wovon einer mit einer nicht mehr vollständig erhaltenen Inschrift versehen ist, der andere einen Trauergenius darstellt. 1522 (Chorinschrift) wurde die Apsis zum Großteil abgetragen und durch einen spätgotischen 5/8-Chorschluss mit gratigen Rautengewölbe ersetzt. Über dem Chor wurde aufgrund der Türkenbedrohung ein Wehrgeschoß eingezogen und mit Schlüsselscharten versehen. Der westliche Dachreiter mit Glocke stammt aus dem Jahre 1727. Die kleinere Vorlaube mit zwei Tuffsteinsäulen ist jüngeren Datums, wobei letztere vom Arkadenhof des Schlosses stammen könnten.
Das geräumige und helle Langhaus ist zum Chor hin mit einem spitzbogigen Triumphbogen versehen. Der anmutige Altar ist aus der Mitte des 18. Jahrhunderts im Rokokostil und mit Opfergangsportalen versehen. Das Altarblatt stellt die Krönung Mariae im Rocaillenrahmen dar, darüber eine Figur des Hl. Nikolaus. Über den Opfergangsportalen stehen Figuren der Hll. Katharina und Nikolaus.
Vier weitere Tafelbilder aus dem 17. und 18. Jahrhundert hängen an den Langhauswänden (Maria Magdalena und Johannes der Täufer sowie Donatus und Florian).